# Ivajlo Ravucov
Ivajlo Veselinov Ravucov (in bulgaro Ивайло Веселинов Равуцов?; Sofia, 30 settembre 1968) è un ex cestista bulgaro.

## Carriera
Con la Bulgaria ha disputato due edizioni dei Campionati europei (1991, 1993).